# Skaro (planeta)
Skaro es un planeta ficticio de la serie de televisión británica Doctor Who. Fue creado por el guionista Terry Nation en el año 1963 como el planeta natal de la raza Dalek, principales antagonistas de la serie.

## Características

### Geografía
El libro publicado por la BBC en 1964 The Dalek Book incluye un mapa titulado The Dalography of Skaro («La Dalografía de Skaro» en español), donde se pueden ver tres continentes llamados Dalazar, Darren and Davius. Dalazar es descrito como la parte más habitable de Skaro, teniendo un clima subtropical y siendo la localización de la ciudad Dalek de Kaalann. Al sureste está el Lago de las Mutaciones y al sur la cordillera de Drammakins, la cual atraviesa el continente entero desde la costa este a la oeste. Dalazar está unido al noreste con Darren mediante un puente de piedra. Darren está identificado como el lugar donde estalló la bomba de neutrones que transformó progresivamente a los Daleks de su forma humanoide (Kaleds) a su actual forma mutante. El norte y el sur de esta región está separado por las llamadas montañas del Radiation Range («Rango de Radiación» en español). El tercer continente, Davius, se muestra dividido en las regiones este y oeste por el River of Whirling Waters’ («Río de las Aguas Arremolinadas» en español), siendo la región oriental el hogar de los Thals. Aparte de los continentes, se muestran cinco mares en el mapa: el océano de Lama (Ooze), el mar de Ácido, el mar de Herrumbre (Rust), el mar de la Serpiente y el llamado mar "sin fondo" (Bottomless). Otros accidentes geográficos destacables son algunos como la Isla de las Montañas Móviles (Moving Mountains) y una cadena de archipiélagos llamada Islas Prohibidas, ambas en el océano de Lama, así como la Isla de los Brotes de Oro (Gushing Gold), localizada en el mar de Herrumbre.
La novelización de Remembrance of the Daleks (1990) establece el nombre de la ciudad Dalek como Mensvat Esc-Dalek, y está localizada en el Vekis Nar-Kangji (Llanura de Espadas). Sin embargo, en el videojuego Doctor Who: The Adventure Games, en el capítulo City of the Daleks (2010) la ciudad Dalek es renombrada a Kaalann.

### Datos astronómicos
En The Daleks, Skaro es descrito como el duodécimo planeta de su sol, mientras que en Genesis of the Daleks se establece que Skaro está situado en la "Séptima Galaxia". Es mostrado también con varias lunas: Flidor, Falkus y Omega Mysterium, con Falkus presentada como una construcción artificial realizada por los Daleks como último refugio en caso de emergencia. Falkus y Omega Mysterium fueron referenciadas en los audiodramas de Big Finish Productions I, Davros: I, Davros: Innocence y I, Davros: Purity. En el episodio de 1979 Destiny of the Daleks, los Movellans se refieren a Skaro como D–5–Gamma–Z–Alpha.
El Planeta más cercano se llama Alvega.

## Formas de vida
La mayoría de las formas de vida de Skaro acabaron extinguiéndose durante la guerra de los mil años (incluyendo a los kaleds y los thals), y las que sobrevivieron en muchos casos estaban mutadas. Muchos Magnedons perecieron, pero dejaron sus exoesqueletos metálicos. Algunas especies nativas que sobrevivieron son las plantas varga y los slythers
En el Lago de las mutaciones había una gran variedad de criaturas, como el terrorkon, y al menos una parte del planeta estaba habitada por criaturas parecidas a dinosaurios
Los kaledds, Thals y (más tarde) los Daleks eran formas de vida inteligente que eran nativas del planeta.